# Nintendo 3DS
Nintendo 3DS (яп. ニンテンドー3DS нинтэндо: сури: ди: эсу, nɪnˈtɛndoʊ ˈθriˈdiɛs) — портативная игровая система производства Nintendo, способная создавать трёхмерный эффект изображения за счёт автостереоскопии, то есть без использования специальных очков. Консоль поступила в продажу во всех регионах до конца финансового года Nintendo, завершившегося в конце марта 2011 года. Игровая система присутствует на рынке одновременно с линейкой игровых систем Nintendo DS.

## Старт продаж
Nintendo 3DS поступила в продажу в Японии 26 февраля 2011 года. Стоимость консоли составляла в Японии ¥25000 (около 300 долларов). В Америке же консоль появилась 27 марта по цене $249,99. В Европе (в том числе и в России) консоль появилась 25 марта и продавалась по цене €249,99, в Англии — £230, в Австралии — AU$350, в России — 12 490 рублей.
Поскольку продажи Nintendo 3DS не были столь высокими, как предполагала Nintendo, и в свою очередь это повлекло некоторые убытки, то было решено снизить цены на Nintendo 3DS. С 12 августа 2011 года цены на консоли снизились более чем на 40 % во всех регионах: в Америке — до $169,99, в Японии — до ¥15000, в Европе — до €169,99, в Англии — до £115, в Австралии — до AU$249,96. Для тех игроков, которые приобрели Nintendo 3DS и зарегистрировались в NintendoClub до 12 августа 2011 года Nintendo предложила программу Ambassador, по которой игроки могут скачать бесплатно 10 игр для Nintendo Entertainment System и 10 игр для Nintendo Gameboy.

### Проблемы с консолью
У некоторых американских и европейских игроков с первой прошивкой Nintendo 3DS (1.0.0-0) возникала проблема, которую позже назвали «чёрный экран смерти». Эта ошибка заключалась в том, что во время игры появлялось сообщение об ошибке, после которого требовалась перезагрузка. Игровое сообщество предполагает, что ошибка вызвана попыткой консоли использовать беспроводное соединение одновременно с игрой. Проблема теоретически исправлена в обновлениях Nintendo 3DS.

## Технические характеристики
| Габариты                | Ширина 74 мм, длина 134 мм, толщина 21 мм (в закрытом виде) |
| Масса                   | Около 235 г (включая аккумуляторную батарею, стилус и SD карту) |
| Верхний дисплей         | 3,53 дюймовый (ширина 76,8 мм, высота 46,08 мм) ЖК-дисплей с функцией отображения 3D-изображения при помощи параллаксного барьера (способен отображать 16,7 млн цветов). Разрешение — 800х240 пикселей (при использовании 3D-функции на каждый глаз приходится по 400 пикселей). 5 уровней яркости.                                                                 |
| Нижний дисплей          | 3,02 дюймовый (ширина 61,4 мм, высота 46,08 мм) сенсорный резистивный ЖК-дисплей (способен отображать 16,7 млн цветов). Разрешение — 320х240 пикселей. 5 уровней яркости |
| Процессор               | ARM11, 2x ядерный процессор с частотой 268 MHz ARM9, 134 MHz для обратной совместимости (DSi Ware, DS) |
| Графический чип         | DMP PICA200, 268 MHz c 6 МБ видеопамяти. Чип обеспечивает поддержку OpenGL ES 1.1, билинейную фильтрацию, рендеринг текстур и 2Х антиалиасинг (сглаживание). Вертексная производительность в пике достигает 15,3 миллионов полигонов, пропуская до 800 миллионов пикселей в секунду. Расчётная производительность PICA200 на частоте 200 MHz составляет 4,8 GFLOPS. |
| Оперативная память      | 128 MB (2x64MB) Fast Cycle RAM (3,2 ГБ в сек) |
| Камеры                  | Одна внутренняя и две внешние (позволяют делать 3D-снимки). Разрешение каждой камеры — 640х480 пикселей, однофокусные линзы, CMOS-матрицы размером 0,3 мегапикселя |
| Беспроводная связь      | Используется протокол IEEE802.11 b/g с сертификатом безопасности WPA/WPA2 для создания локального соединения между несколькими Nintendo 3DS для многопользовательской игры, выполнения функции StreetPass, а также для подключения к интернету в точках беспроводного доступа (2,4 ГГц). Рекомендованное расстояние — в пределах 30 м                               |
| Звук                    | Стерео-динамики, расположенные слева и справа от верхнего дисплея (поддерживается виртуальный surround-эффект). Присутствует разъём mini-jack 3,5 мм для наушников |
| Стилус                  | Телескопический складной стилус (максимальная длина — 101,3 мм) весом около 2,7 г |
| Источники питания       | Адаптер переменного тока (выходное напряжение 4,6 В постоянного тока, 900 мА), аккумуляторная батарея Nintendo 3DS (литиево-ионная) 1300 мА*ч (CTR-003). |
| Время автономной работы | При использовании игр и приложений Nintendo 3DS — 3-5 часов, при использовании игр и приложений Nintendo DS/DSi — 5-8 часов. Продолжительность работы от батареи зависит от яркости экранов, наличия или отсутствия беспроводной связи и других функций |
| Время зарядки           | Около 3,5 часов |
| Устройства хранения     | 1GB NAND Flash внутренней памяти. Игровые картриджи объёмом до 8 ГБ со встроенной памятью для хранения сохранений игр (физический размер картриджей схож с размерами картриджей Nintendo DS/DSi). SD/SDHC карты памяти. В комплекте Nintendo 3DS поставляются карты на 2 ГБ                                                                                         |
| Устройства ввода        | Крестовина, кнопки, аналоговый стик Circle Pad, сенсорный экран, 3-х осевые датчик движения и гироскоп, микрофон, камеры, ползунки регулировки звука и глубины 3D-эффекта, выключатель беспроводной связи |

Согласно информации от разработчика игр THQ, в Nintendo 3DS используется очень сложная защита от запуска нелицензионных копий игр, с помощью которой Nintendo собирается бороться с пиратством, значительно выросшим благодаря возможности использования дешёвой флеш-памяти в наладонных консолях и росту популярности файлообменных сетей.

### Цветовые варианты
В Европе система изначально была представлена в 3 цветовых вариантах: голубой (Aqua Blue), чёрный (Cosmo Black) и красный (Flame Red). Все варианты имеют полированную поверхность. Кроме того вышли специальные издания: белая консоль (Ice White) с игрой Super Mario 3D Land, розовая (Coral Pink) с Nintendogs + Cats, чёрная с The Legend Of Zelda: Ocarina Of Time 3D и синяя с Fire Emblem: Awakening. Во всех цветовых вариантах вокруг основного экрана добавлена чёрная окантовка для усиления 3D эффекта.

## Программное обеспечение
Nintendo 3DS поступила в продажу с версией прошивки 1.0.0-0, которая включала в себя минимальный набор программного обеспечения и 2 встроенные игры. Спустя несколько дней Nintendo выпустила прошивку 1.1.0-1, вместе с которой установился небольшой демонстрационный 3D-видеоролик, зависевший от региона использования консоли. В прошивке 2.0.0-2 (6 июня 2011 года) был добавлен интернет-браузер, возможность передачи DSiWare-приложений c Nintendo DSi/Nintendo DSi XL на Nintendo 3DS и онлайн-магазин Nintendo eShop. В прошивке 3.0.0-5 (7 декабря 2011 года) появилась возможность съёмки 3D-видео длительностью до 10 минут, а также обновление Nintendo eShop, благодаря которому пользователи могут скачивать демо-версии игр. Во всех прошивках повышалась стабильность работы системы и усиливалась защита от пиратства.

### StreetPass Mii
Программное обеспечение, в котором пользователь выбирает основного аватара своей приставки. В него встроены две игры: собирания пазлов, а также упрощённая PПГ. Основной функцией данной программы является коммуникация с другими приставками при включённом беспроводном соединении. Когда несколько приставок находятся рядом, то они обмениваются информацией (аватары, список предпочитаемых песен). При включённом режиме StreetPass также считаются шаги, которые владелец проходит, за 100 шагов начисляет 1 монетка, которая может быть использована на Площади StreetPass Mii или в игре AR Games.

### Редактор Mii
Редактор создания аватаров для приставки. Аналогичен с редактором Mii в Wii, однако имеется функция создания Mii по фотографии.

### Nintendo eShop
Цифровой интернет-магазин, доступен начиная с прошивки 2.0.0-2. Содержит в себе скачиваемые DSiWare и 3DS приложения, демо-версии 3DS игр и видеоролики.
15 февраля 2022 года Nintendo объявила, что 27 марта 2023 года будет окончательно прекращена поддержка eShop для семейства консолей 3DS. С 23 мая 2022 года была закрыта возможность добавления кредитных карт, а с 29 августа 2022 года — возможность добавления денежных средств.

### Звук Nintendo 3DS
Встроенный музыкальный проигрыватель. В данном приложении имеется диктофон и музыкальный плеер.

### Камера Nintendo 3DS
Функции фотографирования, видеосъёмки и просмотра изображений и видео, в том числе и 3D-формате.

### Игры
Анонсировав устройство 23 марта 2010 года, Nintendo представила его на Electronic Entertainment Expo (E3) 2010 15 июня, предложив посетителям самим опробовать новые возможности консоли. Также на презентации Nintendo был представлен ряд игр для этой консоли, таких как Super Mario 3D Land, The Legend of Zelda: Ocarina of Time 3D, Paper Mario 3D, а также игры сторонних издательств: Metal Gear Solid 3D: Snake Eater (рабочее название) издательства Konami, Resident Evil: Revelations издательства Capcom и игры других издателей.
Двадцать наиболее продаваемых игр для Nintendo 3DS:
- Mario Kart 7[англ.]
- Pokémon X/Y
- Pokémon Sun и Moon
- Pokémon Omega Ruby и Alpha Sapphire
- New Super Mario Bros. 2
- Animal Crossing: New Leaf
- Super Mario 3D Land
- Super Smash Bros. for Nintendo 3DS
- Pokémon Ultra Sun и Ultra Moon
- Tomodachi Life
- Luigi's Mansion: Dark Moon
- The Legend of Zelda: Ocarina of Time
- Nintendogs + Cats
- Monster Hunter 4 Ultimate
- Yo-Kai Watch 2: Ganzo/Honke
- The Legend of Zelda: A Link Between Worlds
- Monster Hunter Generations
- Monster Hunter 4
- Animal Crossing: Happy Home Designer
- Super Mario Maker

### Встроенные игры
Встроенными играми являются AR Games, в которой используются специальные AR-карты, поставляемые в комплекте с приставкой, и игра Face Raiders.

## Ограничения при использовании
Согласно информации производителя игровой системы, использование трёхмерного эффекта возможно только детьми старше 7 лет:
WARNING — 3D FEATURE ONLY FOR CHILDREN 7 AND OVER
Viewing of 3D images by children 6 and under may cause vision damage.
Use the Parental Control feature to restrict the display of 3D images for children 6 and under.

Использование консоли может вызывать приступы головокружения и усталости.
Некоторые видеоигры могут вызывать приступы эпилепсии
.

## Nintendo 3DS XL (LL)

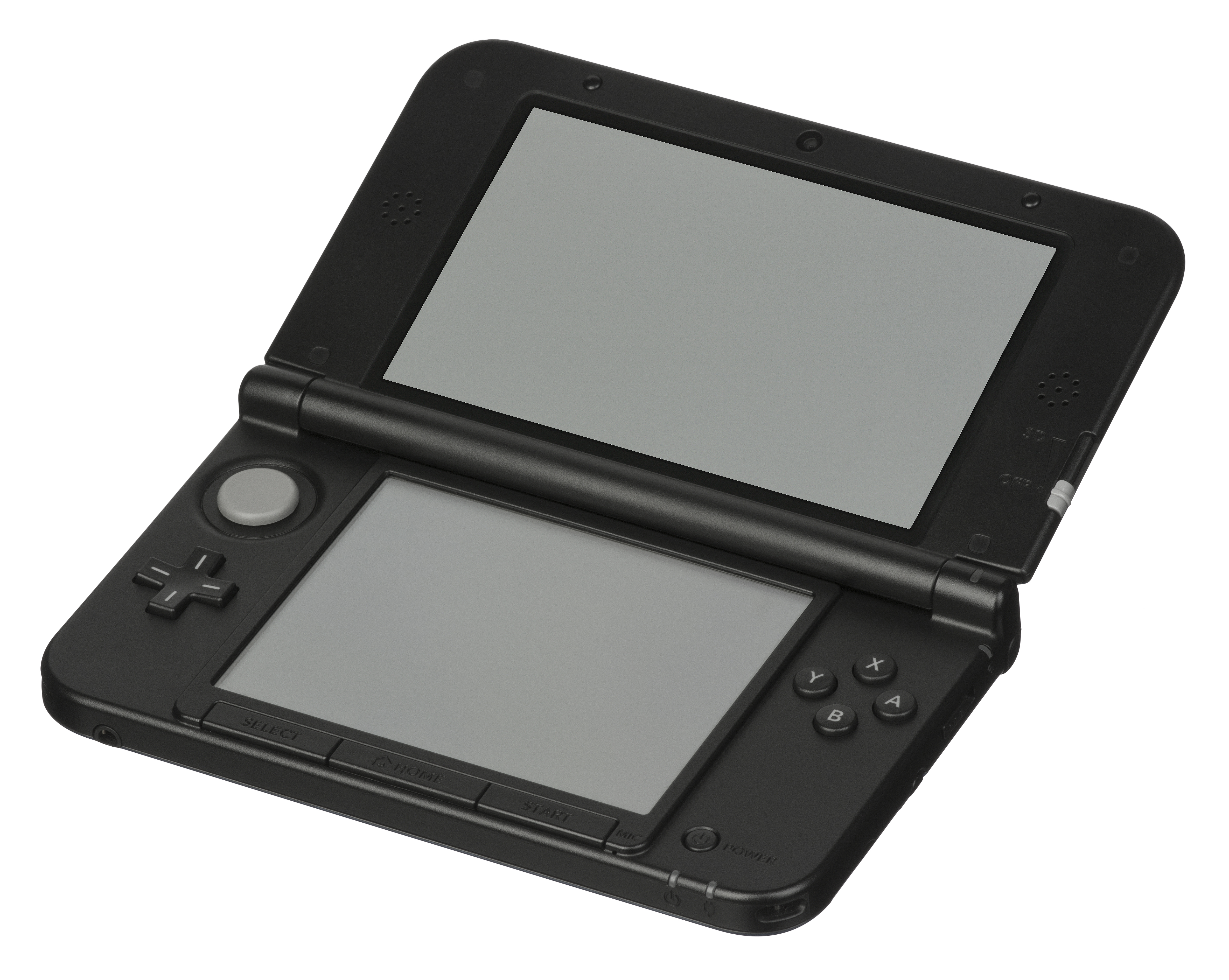
Nintendo 3DS XL

21 июня 2012 года Nintendo объявила о выходе обновлённой версии Nintendo 3DS XL (в Японии Nintendo 3DS LL). Поступление в продажу состоялось 28 июля в Европе и Японии и 19 августа в Северной Америке. Аналогично консоли Nintendo DSi XL, в новой версии увеличен размер экрана (на 90 %, до 4.88 дюйма — верхний и до 4.18 дюйма — нижний). Габариты устройства равняются 156 x 93×22 мм. Nintendo 3DS XL стоит $199,99 (€195 в Европе) и доступна в пяти цветах (белый, рыжий\чёрный, чёрный, голубой\чёрный, розовый\белый), также, эксклюзивно в «Поке-Центрах» Японии с 17 августа можно было оформить предзаказ на «Pikachu Yellow Edition». В комплекте идёт SD карта 4GB.

## Nintendo 2DS

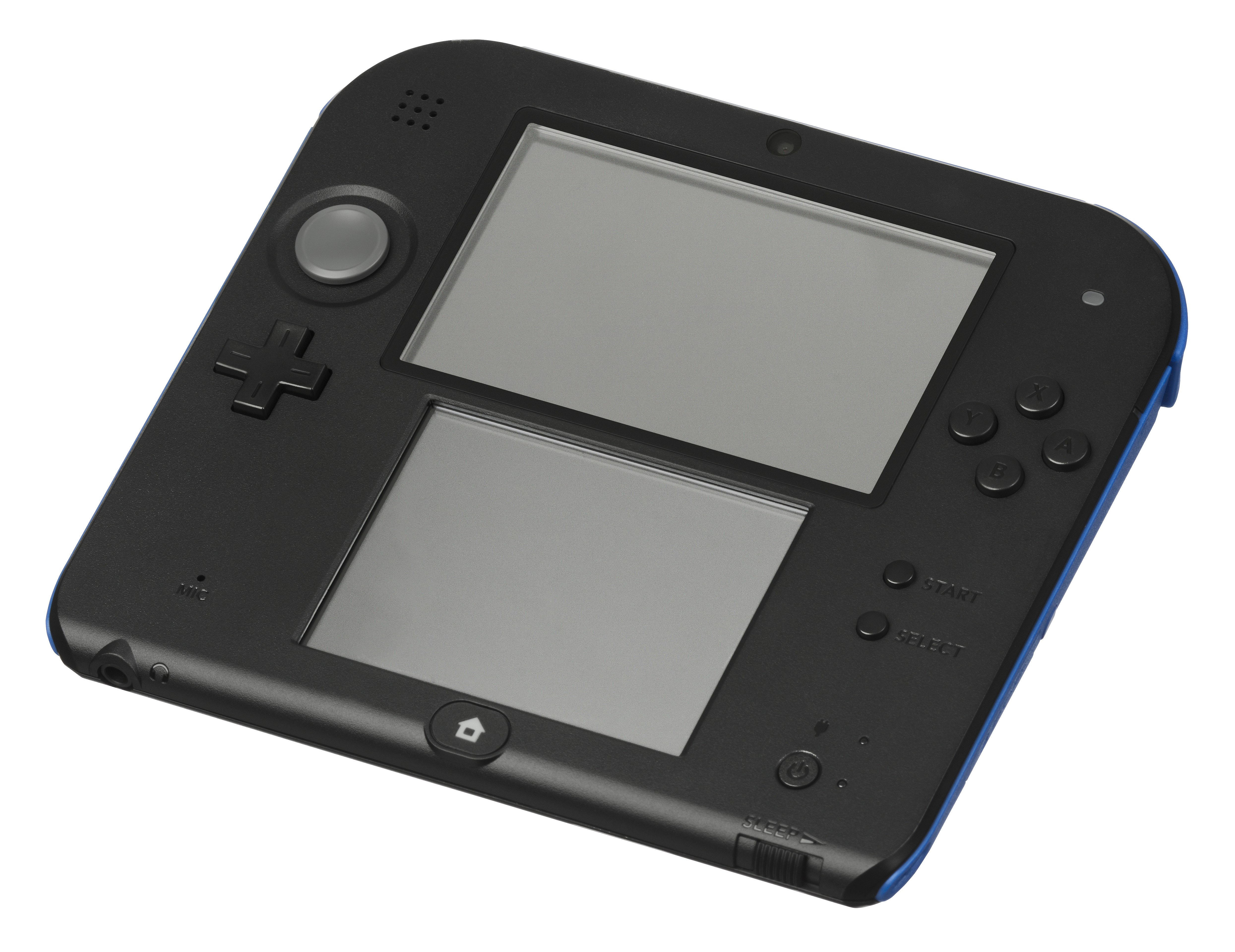
Nintendo 2DS

28 августа 2013 Nintendo представила Nintendo 2DS — вариант 3DS без стереоизображений в форме моноблока (новая консоль не складывается). У неё осталось 3 камеры. Цена в Америке — 130$.
Nintendo 2DS — упрощенная версия Nintendo 3DS, которая всё же содержит такое же аппаратное обеспечение, сходную функциональность и совместимость с программным обеспечением, разработанным для Nintendo DS и 3DS. Однако 2DS отличается своим новым плиточным форм-фактором от дизайна раскладушки, используемого её предшественниками, а также отсутствием характерного Nintendo 3DS автостереоскопического 3D дисплея. 2DS продается параллельно с существующими 3DS моделями для стимуляции расширения рынка игр Nintendo 3DS. Президент Nintendo of America Реджи Фис-Эме заявил, что именно 2DS изначально нацелена на юных игроков (тех, что младше 7 лет), тем, кому ранее советовали не использовать функции 3D на 3DS из-за возможных проблем со здоровьем глаз.
Nintendo 2DS была принята по-разному. Пока Nintendo хвалили за то, как она назначала цену и преподносила 2DS наравне с её более старшими аналогами, основная критика была направлена на обратное развитие по сравнению с 3DS, такое как дизайн, который некоторые посчитали менее привлекательным нежели у 3DS, низкое качество звука и долговечность аккумулятора. Однако, дизайн 2DS восхваляли некоторые критики за большую твердость и приятность на ощупь, чем у 3DS, особенно за её целевой рынок. Некоторые критики также посчитали, что отсутствие поддержки 3D было признанием Nintendo, что эта разработка была лишь прихотью. И всё же Nintendo позже заявила, что автостереоскопический 3D останется частью их будущих планов.

### Продажи
Продажи Nintendo 2DS поднялись 3 недели спустя после начала в Великобритании, после того, как продавцы снизили цены из-за невысоких продаж. Приставка была доступна по цене около £110, но большинство продавцов, включая Argos, Amazon и Tesco снизило цену до £100, что совпало со школьными каникулами. В итоге продажи Nintendo 2DS возросли на 64 % через пару недель, сделав её самой продаваемой за месяц приставкой в Великобритании, не включая сюда продажи Nintendo 3DS и 3DS XL. В течение третьего квартала 2013 года, продавец видеоигр GameStop сообщил, что мировые продажи приставки возросли на 15,3 %, в основном вследствие высоких продаж Nintendo 2DS и 3DS.

## New Nintendo 3DS и 3DS XL (LL)

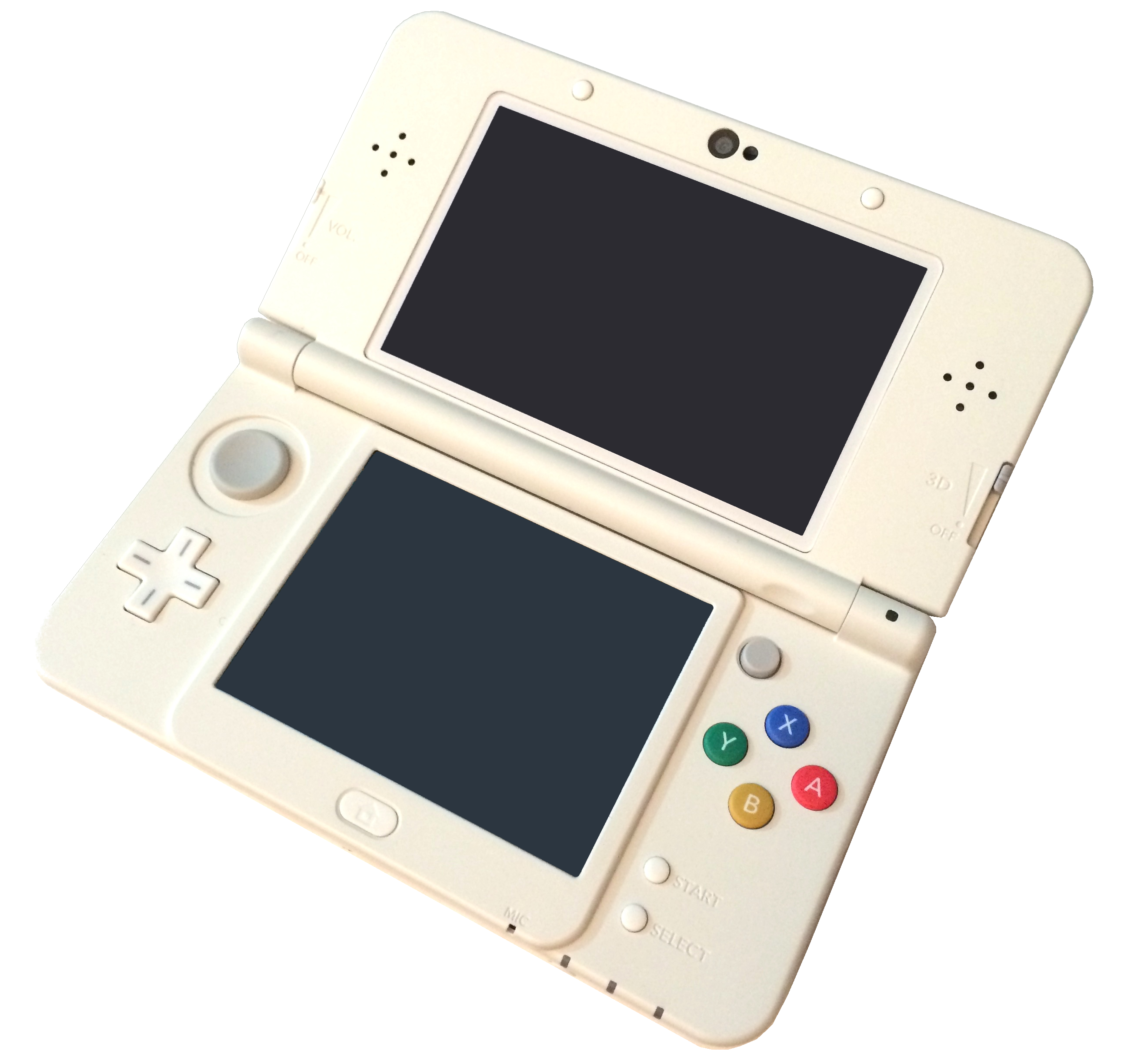
New Nintendo 3DS

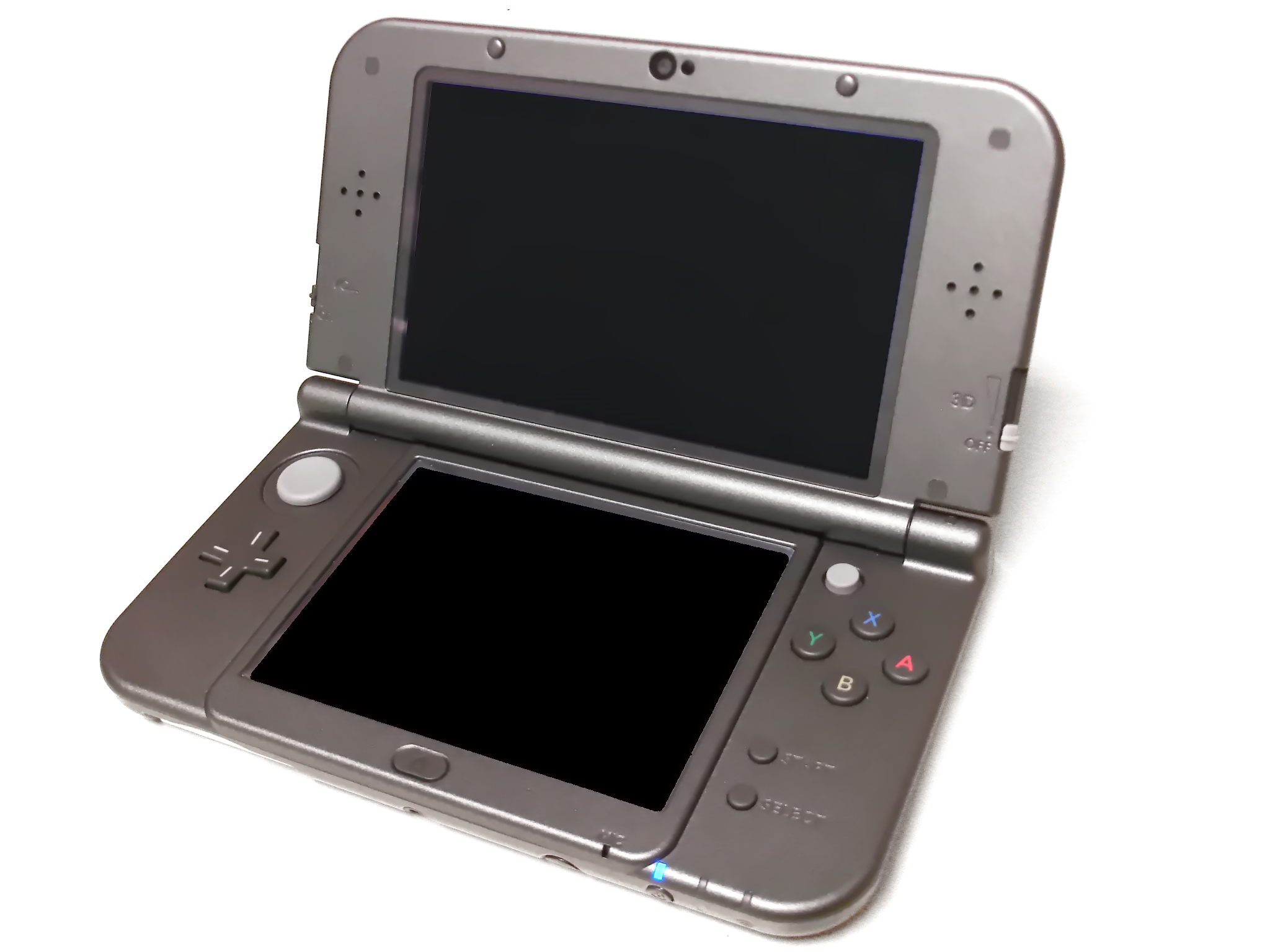
New Nintendo 3DS XL

29 августа 2014 года на презентации Nintendo Direct в Японии были представлены две новые модели — «New 3DS» и «New 3DS XL». Наиболее заметное отличие — новый джойстик C-Stick справа и кнопки ZL/ZR на торцах. Экран 3DS был увеличен с 3,5 до 3,88 дюйма. Новые модели также располагают улучшенным процессором, дольше работают от батареи. Продажи в Японии начались 11 октября 2014 года, в других странах — в феврале 2015 года. Цена — 150 долларов за New 3DS, 180 долларов за New 3DS XL.

## New Nintendo 2DS XL (LL)

New Nintendo 2DS XL

В середине 2017 года появился вариант New Nintendo 2DS XL, с увеличенным на 82 % экраном по цене почти в 150 долларов США. Консоль так же не способна воспроизводить стереоэффект, но способна складываться.
17 сентября 2020 года Nintendo сообщила, что производство New Nintendo 2DS XL и линейки Nintendo 3DS было прекращено. Это связано с тем что продажи сильно упали из-за релиза игры Animal Crossing: New Horizons на Nintendo Switch.